# Segona divisió espanyola de futbol 1964-1965
Resum de l'activitat de la temporada 1964-1965 de la Segona divisió espanyola de futbol.

## Grup Nord

### Clubs participants
| Club                        | Ciutat                  | Estadi              |
| --------------------------- | ----------------------- | ------------------- |
| CF Badalona                 | Badalona                | Avinguda de Navarra |
| Club Barakaldo Altos Hornos | Barakaldo               | Lasesarre           |
| Burgos CF                   | Burgos                  | El Plantío          |
| RC Celta de Vigo            | Vigo                    | Balaídos            |
| CE Europa                   | Barcelona               | Sardenya            |
| Real Gijón CF               | Gijón                   | El Molinón          |
| CD Hospitalet               | Hospitalet de Llobregat | Municipal d'Esports |
| SD Indautxu                 | Bilbao                  | Garellano           |
| UP Langreo                  | Langreo                 | Ganzábal            |
| CD Ourense                  | Ourense                 | José Antonio        |
| Atlético Osasuna            | Pamplona                | San Juan            |
| Pontevedra CF               | Pontevedra              | Pasarón             |
| Reial Societat              | Sant Sebastià           | Atotxa              |
| Real Unión de Irún          | Irun                    | Stadium Gal         |
| CE Sabadell CF              | Sabadell                | Creu Alta           |
| Real Santander SD           | Santander               | El Sardinero        |

### Classificació
| Pos | Equip               | PJ | PG | PE | PP | GF | GC | DG  | Pts | Promoció, classificació o descens |
| --- | ------------------- | -- | -- | -- | -- | -- | -- | --- | --- | --------------------------------- |
| 1   | Pontevedra CF (P)   | 30 | 20 | 5  | 5  | 48 | 17 | +31 | 45  | Ascens a Primera Divisió          |
| 2   | CE Sabadell (O, P)  | 30 | 16 | 7  | 7  | 46 | 28 | +18 | 39  | Promoció d'ascens                 |
| 3   | Real Gijón          | 30 | 13 | 12 | 5  | 61 | 32 | +29 | 38  |                                   |
| 4   | Reial Societat      | 30 | 13 | 6  | 11 | 60 | 44 | +16 | 32  |                                   |
| 5   | Celta Vigo          | 30 | 11 | 8  | 11 | 35 | 34 | +1  | 30  |                                   |
| 6   | Burgos              | 30 | 10 | 9  | 11 | 47 | 46 | +1  | 29  |                                   |
| 7   | Racing de Santander | 30 | 10 | 9  | 11 | 52 | 51 | +1  | 29  |                                   |
| 8   | Indautxu            | 30 | 9  | 11 | 10 | 47 | 44 | +3  | 29  |                                   |
| 9   | Barakaldo CF        | 30 | 11 | 6  | 13 | 41 | 44 | −3  | 28  |                                   |
| 10  | CA Osasuna          | 30 | 11 | 6  | 13 | 30 | 35 | −5  | 28  |                                   |
| 11  | CE L'Hospitalet     | 30 | 12 | 3  | 15 | 48 | 56 | −8  | 27  |                                   |
| 12  | Langreo             | 30 | 11 | 5  | 14 | 40 | 51 | −11 | 27  |                                   |
| 13  | CE Europa (O)       | 30 | 9  | 9  | 12 | 30 | 43 | −13 | 27  | Promoció de descens               |
| 14  | CF Badalona (O)     | 30 | 7  | 11 | 12 | 31 | 43 | −12 | 25  | Promoció de descens               |
| 15  | CD Ourense (R)      | 30 | 7  | 11 | 12 | 33 | 50 | −17 | 25  | Descens a Tercera Divisió         |
| 16  | Real Unión (R)      | 30 | 7  | 8  | 15 | 24 | 55 | −31 | 22  | Descens a Tercera Divisió         |

### Resultats
| Casa \ Fora                 | BAD | BAR | BUR | CEL | EUR | GIJ | HOS | IND | LAN | ORE | OSA | PON | RSO | RUN | SAB | RAC |
| --------------------------- | --- | --- | --- | --- | --- | --- | --- | --- | --- | --- | --- | --- | --- | --- | --- | --- |
| CF Badalona                 |     | 0–0 | 3–1 | 1–1 | 0–1 | 1–1 | 2–3 | 1–1 | 2–1 | 2–0 | 0–0 | 0–0 | 1–0 | 2–1 | 1–2 | 3–0 |
| Club Barakaldo Altos Hornos | 2–0 |     | 1–1 | 2–0 | 4–0 | 2–2 | 2–0 | 3–0 | 0–2 | 3–1 | 0–0 | 1–2 | 1–0 | 2–0 | 1–1 | 2–1 |
| Burgos CF                   | 3–0 | 3–0 |     | 1–1 | 1–1 | 2–3 | 2–0 | 2–0 | 4–3 | 3–1 | 0–0 | 2–0 | 3–0 | 3–0 | 1–3 | 5–2 |
| RC Celta de Vigo            | 4–1 | 2–0 | 3–1 |     | 0–0 | 1–1 | 3–1 | 1–1 | 2–0 | 3–0 | 1–0 | 0–1 | 1–0 | 2–0 | 1–2 | 3–1 |
| CE Europa                   | 2–1 | 3–0 | 0–0 | 1–1 |     | 0–0 | 0–1 | 1–0 | 0–1 | 3–0 | 1–0 | 1–0 | 2–1 | 6–1 | 1–1 | 3–3 |
| Real Gijón CF               | 1–1 | 2–1 | 0–0 | 2–0 | 6–1 |     | 6–1 | 3–1 | 1–0 | 4–0 | 0–3 | 3–1 | 1–1 | 9–2 | 1–0 | 4–0 |
| CD Hospitalet               | 2–0 | 3–2 | 1–1 | 2–0 | 1–0 | 1–2 |     | 4–1 | 3–2 | 5–0 | 4–1 | 0–3 | 0–0 | 3–0 | 1–1 | 1–2 |
| SD Indautxu                 | 2–2 | 4–2 | 2–2 | 4–0 | 8–0 | 2–2 | 5–1 |     | 1–1 | 1–1 | 2–0 | 1–1 | 2–0 | 1–1 | 0–0 | 3–2 |
| UP Langreo                  | 2–0 | 2–0 | 2–1 | 2–1 | 1–1 | 1–1 | 2–1 | 5–1 |     | 3–0 | 3–2 | 0–1 | 0–1 | 1–1 | 0–0 | 0–3 |
| CD Ourense                  | 1–1 | 4–1 | 3–1 | 0–0 | 1–0 | 1–1 | 2–1 | 1–2 | 4–0 |     | 3–0 | 1–1 | 2–2 | 2–0 | 0–2 | 1–1 |
| Atlético Osasuna            | 2–0 | 2–3 | 2–1 | 1–0 | 2–0 | 1–1 | 1–2 | 0–1 | 2–0 | 0–0 |     | 2–1 | 0–1 | 2–1 | 2–1 | 2–1 |
| Pontevedra CF               | 1–0 | 2–1 | 4–0 | 3–1 | 2–0 | 1–0 | 4–1 | 1–0 | 3–0 | 2–0 | 4–0 |     | 3–0 | 2–0 | 1–0 | 2–1 |
| Reial Societat              | 7–2 | 4–2 | 2–2 | 1–2 | 4–1 | 2–1 | 5–4 | 1–1 | 8–2 | 5–1 | 2–1 | 0–1 |     | 1–3 | 6–2 | 2–0 |
| Real Unión de Irún          | 1–1 | 2–0 | 1–0 | 1–1 | 1–0 | 0–0 | 2–0 | 1–0 | 2–3 | 0–0 | 1–0 | 0–0 | 1–3 |     | 0–1 | 0–0 |
| CE Sabadell CF              | 0–0 | 0–2 | 3–0 | 2–0 | 2–1 | 3–2 | 2–1 | 2–0 | 3–0 | 0–0 | 0–1 | 1–0 | 1–0 | 5–0 |     | 4–2 |
| Real Santander SD           | 1–3 | 1–1 | 5–1 | 2–0 | 0–0 | 2–1 | 3–0 | 3–0 | 2–1 | 3–3 | 1–1 | 1–1 | 1–1 | 5–1 | 3–2 |     |

| Golejador              | Gols | Equip               |
| ---------------------- | ---- | ------------------- |
| José María Lizarralde  | 20   | Indautxu            |
| Pocholo                | 18   | Real Gijón          |
| Francisco Solabarrieta | 18   | Real Gijón          |
| Alfonso Pérez          | 16   | Reial Societat      |
| Abel Fernández         | 16   | Racing de Santander |

| Porter               | Gols | Partits | Mitjana | Equip         |
| -------------------- | ---- | ------- | ------- | ------------- |
| Rodri                | 12   | 28      | 0.43    | Pontevedra CF |
| José Martínez        | 27   | 28      | 0.96    | CE Sabadell   |
| José María Cobo      | 27   | 28      | 0.96    | Real Gijón    |
| Felipe García        | 23   | 21      | 1.1     | Barakaldo CF  |
| José Ramón Ibarreche | 34   | 30      | 1.13    | Celta Vigo    |

## Grup Sud

### Clubs participants
| Club                 | Ciutat                 | Estadi                    |
| -------------------- | ---------------------- | ------------------------- |
| CD Abarán            | Abarán                 | Las Colonias              |
| Algeciras CF         | Algesires              | El Mirador                |
| Cadis CF             | Cadis                  | Ramón de Carranza         |
| CF Calvo Sotelo      | Puertollano            | Calvo Sotelo              |
| Atlético Ceuta       | Ceuta                  | Alfonso Murube            |
| CE Constància        | Inca                   | Municipal d'Es Cos        |
| Granada CF           | Granada                | Los Cármenes              |
| Hèrcules CF          | Alacant                | La Viña                   |
| CD Málaga            | Màlaga                 | La Rosaleda               |
| RCD Mallorca         | Palma                  | Lluís Sitjar              |
| Melilla CF           | Melilla                | Álvarez Claro             |
| CD Mestalla          | València               | Mestalla                  |
| Ontinyent CF         | Ontinyent              | El Clariano               |
| Recreativo de Huelva | Huelva                 | Municipal                 |
| CD Tenerife          | Santa Cruz de Tenerife | Heliodoro Rodríguez López |
| Reial Valladolid     | Valladolid             | José Zorrilla             |

### Classificació
| Pos | Equip            | PJ | PG | PE | PP | GF | GC | DG  | Pts | Promoció, classificació o descens |
| --- | ---------------- | -- | -- | -- | -- | -- | -- | --- | --- | --------------------------------- |
| 1   | RCD Mallorca (P) | 30 | 18 | 6  | 6  | 37 | 23 | +14 | 42  | Ascens a Primera Divisió          |
| 2   | Málaga (O, P)    | 30 | 16 | 6  | 8  | 49 | 26 | +23 | 38  | Promoció d'ascens                 |
| 3   | Reial Valladolid | 30 | 15 | 5  | 10 | 47 | 24 | +23 | 35  |                                   |
| 4   | Hèrcules CF      | 30 | 16 | 2  | 12 | 55 | 36 | +19 | 34  |                                   |
| 5   | Atlético Ceuta   | 30 | 13 | 6  | 11 | 39 | 38 | +1  | 32  |                                   |
| 6   | Calvo Sotelo     | 30 | 13 | 6  | 11 | 40 | 42 | −2  | 32  |                                   |
| 7   | Granada CF       | 30 | 11 | 10 | 9  | 45 | 35 | +10 | 32  |                                   |
| 8   | Mestalla         | 30 | 13 | 5  | 12 | 37 | 41 | −4  | 31  |                                   |
| 9   | Recreativo       | 30 | 13 | 5  | 12 | 37 | 35 | +2  | 31  |                                   |
| 10  | Algeciras        | 30 | 12 | 4  | 14 | 30 | 30 | 0   | 28  |                                   |
| 11  | CD Tenerife      | 30 | 11 | 6  | 13 | 24 | 33 | −9  | 28  |                                   |
| 12  | Melilla          | 30 | 10 | 7  | 13 | 24 | 34 | −10 | 27  |                                   |
| 13  | Constància (O)   | 30 | 9  | 8  | 13 | 31 | 41 | −10 | 26  | Promoció de descens               |
| 14  | Cadis CF (O)     | 30 | 8  | 9  | 13 | 35 | 44 | −9  | 25  | Promoció de descens               |
| 15  | Ontinyent CF (R) | 30 | 8  | 5  | 17 | 35 | 50 | −15 | 21  | Descens a Tercera Divisió         |
| 16  | Abarán (R)       | 30 | 6  | 6  | 18 | 20 | 53 | −33 | 18  | Descens a Tercera Divisió         |

### Resultats
| Casa \ Fora      | ABA | ALG | CEU | CAD | CAL | CON | GRA | HER | MAL | MLL | MEL | MES | ONT | REC | TEN | VAL |
| ---------------- | --- | --- | --- | --- | --- | --- | --- | --- | --- | --- | --- | --- | --- | --- | --- | --- |
| CD Abarán        |     | 0–3 | 1–2 | 1–1 | 1–2 | 2–1 | 0–4 | 1–1 | 0–2 | 0–3 | 1–1 | 1–2 | 1–0 | 2–0 | 2–0 | 0–1 |
| Algeciras CF     | 3–0 |     | 0–1 | 2–0 | 1–0 | 0–1 | 1–0 | 2–0 | 0–1 | 3–0 | 1–0 | 0–2 | 0–0 | 1–0 | 0–1 | 1–1 |
| Atlético Ceuta   | 1–0 | 0–3 |     | 3–1 | 1–0 | 3–3 | 3–2 | 3–1 | 3–2 | 1–0 | 2–0 | 0–1 | 3–0 | 2–1 | 3–0 | 0–0 |
| Cadis CF         | 2–0 | 2–3 | 4–0 |     | 1–1 | 3–1 | 0–2 | 2–1 | 1–0 | 2–1 | 0–0 | 1–1 | 0–1 | 3–1 | 0–1 | 0–0 |
| CF Calvo Sotelo  | 2–0 | 1–1 | 3–1 | 2–0 |     | 3–1 | 3–2 | 2–1 | 0–1 | 3–0 | 0–0 | 1–1 | 3–1 | 5–1 | 2–1 | 1–1 |
| CE Constància    | 1–1 | 1–0 | 1–0 | 0–0 | 2–0 |     | 2–2 | 1–0 | 1–0 | 0–1 | 4–0 | 3–1 | 1–0 | 1–1 | 1–1 | 1–2 |
| Granada CF       | 2–2 | 2–0 | 2–2 | 2–0 | 1–0 | 6–0 |     | 1–1 | 2–2 | 1–1 | 0–0 | 2–0 | 4–0 | 1–0 | 2–0 | 1–0 |
| Hèrcules CF      | 6–0 | 5–1 | 2–1 | 4–1 | 2–0 | 4–1 | 5–1 |     | 3–1 | 1–0 | 1–2 | 3–0 | 3–2 | 2–0 | 2–0 | 2–1 |
| CD Málaga        | 2–0 | 3–0 | 1–0 | 6–1 | 7–0 | 1–0 | 1–1 | 2–0 |     | 1–1 | 1–0 | 3–0 | 3–2 | 0–2 | 2–1 | 2–0 |
| RCD Mallorca     | 1–0 | 1–0 | 0–0 | 2–1 | 3–1 | 2–0 | 1–1 | 1–0 | 1–1 |     | 1–0 | 1–0 | 4–0 | 2–1 | 1–0 | 1–0 |
| Melilla CF       | 4–2 | 1–1 | 1–0 | 3–3 | 0–2 | 1–0 | 1–0 | 0–2 | 1–0 | 0–1 |     | 2–1 | 1–0 | 2–1 | 0–2 | 1–0 |
| CD Mestalla      | 0–1 | 1–0 | 1–1 | 2–1 | 0–2 | 3–1 | 1–1 | 2–1 | 3–1 | 1–2 | 1–0 |     | 3–3 | 2–0 | 3–0 | 1–4 |
| Ontinyent CF     | 0–1 | 3–1 | 2–1 | 1–1 | 4–0 | 1–0 | 2–0 | 1–2 | 2–2 | 1–1 | 3–1 | 0–2 |     | 2–0 | 0–1 | 1–3 |
| Recreativo       | 0–0 | 2–0 | 2–2 | 1–0 | 2–1 | 1–1 | 2–0 | 2–0 | 1–0 | 4–2 | 1–0 | 1–0 | 3–2 |     | 5–0 | 2–1 |
| CD Tenerife      | 3–0 | 0–2 | 1–0 | 1–1 | 0–0 | 1–0 | 2–0 | 3–0 | 0–0 | 0–1 | 1–1 | 1–2 | 1–0 | 0–0 |     | 1–0 |
| Reial Valladolid | 3–0 | 1–0 | 3–0 | 1–3 | 5–0 | 1–1 | 3–0 | 2–0 | 0–1 | 0–1 | 2–1 | 4–0 | 4–1 | 1–0 | 3–1 |     |

| Golejador        | Gols | Equip            |
| ---------------- | ---- | ---------------- |
| José Martínez    | 18   | Reial Valladolid |
| Miguel Sánchez   | 17   | Granada CF       |
| Pepillo          | 12   | Málaga           |
| Juan Ramón Arana | 12   | Hèrcules CF      |
| Ramón Navarro    | 11   | Hèrcules CF      |

| Porter             | Gols | Partits | Mitjana | Equip        |
| ------------------ | ---- | ------- | ------- | ------------ |
| José Antonio Omist | 14   | 20      | 0.7     | Algeciras    |
| Josep Vicente      | 23   | 28      | 0.82    | RCD Mallorca |
| Juanito            | 22   | 25      | 0.88    | Málaga       |
| Juan Ignacio Otero | 23   | 23      | 1       | Granada CF   |
| Antonio Gómez      | 26   | 25      | 1.04    | CD Tenerife  |

## Promoció d'ascens

### Anada
| 6 juny 1965 | Málaga                                         | 4-2     | Llevant UE                        | Màlaga                        |  |
|             | Velázquez 3' · Pepillo 14', 48' · Berruezo 18' | Informe | Domínguez 4' · Serafín 80' (pen.) | La Rosaleda · Bueno Perales · |  |

| 6 juny 1965 | Reial Múrcia               | 2-2     | CE Sabadell     | Múrcia                             |  |
|             | Lalo 31' · Ruiz 83' (pen.) | Informe | Cabello 5', 64' | La Condomina · Gardeazabal Garay · |  |

### Tornada
| 13 juny 1965 | Llevant UE | 0-0 (Total: 2-4) | Málaga | València                 |  |
|              |            | Informe          |        | Vallejo · Plaza Pedraz · |  |

| 13 juny 1965 | CE Sabadell | 1-0 (Total: 3-2) | Reial Múrcia | Sabadell                    |  |
|              | Cabello 75' | Informe          |              | Creu Alta · Gómez Arribas · |  |

## Promoció de descens

### Anada
| 13 juny 1965 | SD Eibar                | 2-0     | Cadis CF | Eibar                    |  |
|              | Gárate 37' · Ocariz 68' | Informe |          | Ipurua · Pardo Hidalgo · |  |

| 13 juny 1965 | Béjar Industrial | 1-0     | Constància | Béjar                           |  |
|              | Expedito 5'      | Informe |            | Mario Emilio · Ibáñez Alarcón · |  |

| 13 juny 1965 | Cartagena                                       | 3-1     | CF Badalona | Cartagena                        |  |
|              | Pons 13' (pen.) · Blanqueras 28' · Vitaller 45' | Informe | Moreno 41'  | El Almarjal · Morilla Martínez · |  |

| 13 juny 1965 | Gimnàstic       | 2-4     | CE Europa                              | Tarragona                                  |  |
|              | Fretes 67', 86' | Informe | Díaz 6', 74' · Vives 43' · Joseíto 46' | Avinguda Catalunya · Irastorza Gutiérrez · |  |

### Tornada
| 20 juny 1965 | Cadis CF                       | 2-0 (Total: 2-2) | SD Eibar | Cadis                                |  |
|              | Ramón 50' · Juanito 75' (pen.) | Informe          |          | Ramón de Carranza · Sánchez Ibáñez · |  |

| 20 juny 1965 | Constància | 1-0 (Total: 1-1) | Béjar Industrial | Inca                     |  |
|              | Beitia 29' | Informe          |                  | Es Cos · Sabriá Casals · |  |

| 20 juny 1965 | CF Badalona                                 | 4-1 (Total: 5-4) | Cartagena      | Badalona                              |  |
|              | Barberà 23' · Moreno 46' · Vázquez 58', 84' | Informe          | Blanqueras 63' | Avinguda de Navarra · Saiz Elizondo · |  |

| 20 juny 1965 | CE Europa        | 1-1 (Total: 5-3) | Gimnàstic  | Barcelona                    |  |
|              | Vives 34' (pen.) | Informe          | Rovira 28' | Sardenya · Peiró Apastegui · |  |

### Desempat
| 22 juny 1965 | Cadis CF                                              | 4-1     | SD Eibar   | Madrid                             |  |
|              | Llona 43' · Juanito 62' (pen.) · Haro 70' · Ramón 78' | Informe | Gárate 14' | Metropolitano · Menéndez de León · |  |

| 23 juny 1965 | Constància                  | 2-1     | Béjar Industrial | Palma                         |  |
|              | Jiménez 29' · Castilla 109' | Informe | Unamuno 49'      | Lluís Sitjar · David Aguado · |  |

## Resultats finals
- Campió: Pontevedra CF, RCD Mallorca.
- Ascens a Primera divisió: Pontevedra CF, RCD Mallorca, CE Sabadell CF, CD Málaga.
- Descens a Segona divisió: Reial Múrcia, Llevant UE, Real Oviedo CF, RC Deportivo de La Coruña.
- Ascens a Segona divisió: CD Badajoz, CD Comtal, UE Lleida, AD Rayo Vallecano.
- Descens a Tercera divisió: CD Ourense, Real Unión de Irún, CD Abarán, Ontinyent CF.